# 松本ひかる
松本 ひかる（まつもと ひかる、1995年2月25日 - ）は、山口県出身のハンドボール選手。日本ハンドボールリーグの北國銀行所属。

## 経歴
山口県立華陵高等学校時代は2012年に全国高等学校ハンドボール選抜大会で優秀選手に選ばれ、全日本高等学校ハンドボール選手権大会（インターハイ）でも優秀選手に選ばれた。
高校卒業後は大阪体育大学へ進学し、2013年に第12回女子ジュニアアジア選手権の日本代表U-20に選出された。
2015年は西日本学生ハンドボール選手権大会で優秀選手賞を受賞した。
2016年は関西学生ハンドボール・春季リーグで優秀選手賞を受賞し、全日本学生ハンドボール選手権大会（インカレ）では優秀選手賞を受賞。6月には第23回世界学生選手権の日本代表U-24に選ばれ、大会最多得点（35得点）を記録した。
2017年1月に大体大の同期である秋山なつみ、佐々木春乃と共に日本ハンドボールリーグの北國銀行へ加入。背番号は「21」。2月にはカザフスタン代表との親善試合「ヤングおりひめトライアルゲームズ」の日本代表U-22に選出された。
2018年7月に第24回世界学生選手権大会の日本代表U-24に選ばれた。
2019年5月に日本代表の第1回強化合宿に招集された。

## 詳細情報

### 年度別成績
| 年       | チーム   | 試合 | フィールド 得点 | 率   | 7m  | 合計    | 警告 | 退場 | 失格 |
| -------- | -------- | ---- | --------------- | ---- | --- | ------- | ---- | ---- | ---- |
| 2016-17  | 北國銀行 | 0    | -               | -    | -   | -       | -    | -    | -    |
| 2017-18  | 北國銀行 | 21   | 30/44           | .682 | 0/0 | 30/44   | 1    | 2    | 0    |
| 2018-19  | 北國銀行 | 10   | 6/12            | .500 | 0/0 | 6/12    | 0    | 0    | 0    |
| 2019-20  | 北國銀行 | 14   | 36/52           | .692 | 0/0 | 37/53   | 1    | 1    | 0    |
| 2020-21  | 北國銀行 | 11   | 19/32           | .594 | 0/0 | 20/33   | 1    | 1    | 0    |
| 2021-22  | 北國銀行 | 18   | 50/81           | .617 | 0/0 | 50/81   | 2    | 4    | 0    |
| 2022-23  | 北國銀行 | 20   | 79/120          | .658 | 0/0 | 79/120  | 0    | 2    | 0    |
| JHL：8年 | JHL：8年 | 94   | 220/341         | .645 | 0/0 | 220/341 | 5    | 10   | 0    |

### 記録

#### 日本ハンドボールリーグ
- フィールドゴール初得点：2017年8月26日、対飛騨高山ブラックブルズ岐阜戦（小松総合体育館）[13]
- リーグ通算100得点：2021年10月24日、対三重バイオレットアイリス戦（小松総合体育館）[14]
- リーグ通算200得点：2023年1月28日、対イズミメイプルレッズ戦（シシンヨーオークアリーナ（呉市総合体育館））[15]

### 背番号
- 21 (2017年 - )

## 代表歴

### 日本代表U-24
- 世界学生選手権 (2016年・2018年)

### 日本代表U-22
- ヤングおりひめトライアルゲームズ (2017年)

### 日本代表U-20
- ジュニアアジア選手権 (2013年)